# Кок-Таш (Ноокенский район)
Кок-Таш (кирг. Көк-Таш) — село в Ноокенском районе Джалал-Абадской области Кыргызстана. Входит в состав Момбековского айылного аймака.

## География
Село расположено в южной части области, на левом берегу Майлуу-Суу, на расстоянии приблизительно 23 километров (по прямой) к северо-западу от села Масы, административного центра района.

## Население
Согласно оценочным данным Национального статистического комитета Кыргызской Республики, на начало 2023 года постоянное население в селе отсутствовало.
| год     | 2009 | 2014 | 2015 | 2020 | 2021 | 2023 |
| ------- | ---- | ---- | ---- | ---- | ---- | ---- |
| человек | 13   | 49   | 0    | 0    | 0    | 0    |